# Eugene Landy
Eugene Landy (26. listopadu 1934 – 22. března 2006) byl americký psycholog. V roce 1975 začal léčit hudebníka Briana Wilsona, ale kvůli příliš velkým poplatkům byl brzy propuštěn. V roce 1983 začal Wilsona opět léčit a zanedlouho se stal jeho manažerem a údajným spoluautorem několika písní. Wilson k Landymu docházel i poté, co mu byla roku 1989 sebrána licence. V roce 1992 bylo Landymu soudně zakázáno se k Wilsonovi přibližovat. Po vydání Wilsonovy autobiografické knihy s názvem Wouldn't It Be Nice: My Own Story, kterou spolu s Wilsonem napsal Todd Gold, se rozšířily zvěsti, že byl Landy do psaní zapojen. Ten je v knize totiž oslavován, sám Wilson knihu neuznal. Landy zemřel ve věku 71 let na zápal plic a rovněž trpěl karcinomem plic.